# Hartmania moorei
Hartmania moorei är en ringmaskart som beskrevs av Pettibone 1955. Hartmania moorei ingår i släktet Hartmania och familjen Polynoidae. Inga underarter finns listade i Catalogue of Life.